# Івановка (Октябрський район)
Іва́новка (рос. Ивановка) — село у складі Октябрського району Оренбурзької області, Росія.

## Населення
Населення — 32 особи (2010; 88 у 2002).
Національний склад (станом на 2002 рік):
- казахи — 56 %
- росіяни — 28 %